# Chersotis hellenica
Chersotis hellenica är en fjärilsart som beskrevs av Charles Boursin 1961. Chersotis hellenica ingår i släktet Chersotis och familjen nattflyn. Inga underarter finns listade i Catalogue of Life.